# Dębiany (Barciany)
Dębiany (deutsch Dombehnen) ist ein Dorf in der polnischen Woiwodschaft Ermland-Masuren und gehört zur Gmina Barciany (Landgemeinde Barten) im Powiat Kętrzyński (Kreis Rastenburg).

## Geographische Lage
Dębiany liegt in der nördlichen Mitte der Woiwodschaft Ermland-Masuren, 13 Kilometer nördlich der Kreisstadt Kętrzyn (deutsch Rastenburg).

## Geschichte
Die Gründungszeit von Dombehnen liegt in den Jahren vor 1430. Es handelte sich um ein großes Gut und um ein Vorwerk. Sophie Gräfin von Schwerin-Skandau, geb. Gräfin Dönhoff schenkte das Gut Dombehnen zusammen mit dem Gut Rodehlen (polnisch Rodele) im Jahre 1859 ihrer Nichte Adele zur Hochzeit mit Werner Gebhard Louis von Alvensleben-Neugattersleben in der Altmark.
Im Jahre 1874 wurden der Gutsbezirk und die Landgemeinde Dombehnen in den neu errichteten Amtsbezirk Rodehlen (Rodele) eingegliedert, der zum Kreis Rastenburg im Regierungsbezirk Königsberg in der preußischen Provinz Ostpreußen gehörte.
Am 30. September 1928 gaben Dorf und Gut Dombehnen ihre Eigenständigkeit auf und schlossen sich mit den Nachbarorten Rodehlen (Rodele) und Silzkeim (Gumniska) zur neuen Landgemeinde Rodehlen zusammen.
Im Jahre 1945 wurde Dombehnen in Kriegsfolge mit dem gesamten südlichen Ostpreußen an Polen überstellt und erhielt die polnische Namensform „Dębiany“. Heute ist das Dorf eine Ortschaft im Verbund der Landgemeinde Barciany (Barten) im Powiat Kętrzyński (Kreis Rastenburg), bis 1998 der Woiwodschaft Olsztyn, seither der Woiwodschaft Ermland-Masuren zugehörig.

### Einwohnerzahlen
| Jahr | Anzahl Gut | Anzahl Dorf | Anzahl Gesamt |
| ---- | ---------- | ----------- | ------------- |
| 1820 | 89         |             | 89            |
| 1885 | 242        | 87          | 329           |
| 1905 | 236        | 109         | 345           |
| 1910 | 220        | 58          | 278           |
| 2011 |            |             | 90            |

## Kirche

### Evangelisch
Die evangelischen Einwohner Dombehnens waren bis 1945 in die Kirche Barten in der Kirchenprovinz Ostpreußen der Kirche der Altpreußischen Union eingepfarrt. Auch heute gehört das Dorf zu Barciany, das jetzt ein Filialdorf der Johanneskirche Kętrzyn in der Diözese Masuren der Evangelisch-Augsburgischen Kirche in Polen ist.

### Katholisch
Die bis 1945 zahlenmäßig nur wenigen Katholiken in Dombehnen gehörten zur Pfarrkirche in Rastenburg im damaligen Bistum Ermland. Heute zählen sie zur Pfarrei Barciany im jetzigen Erzbistum Ermland.

## Verkehr
Dombehnen ist über eine Stichstraße zu erreichen, die bei Rodele von der Woiwodschaftsstraße 591 (ehemalige deutsche Reichsstraße 141) in östlicher Richtung abzweigt. 
Ein Bahnanschluss existiert nicht. Bis 1945 war Rodehlen die nächste Bahnstation. Sie lag an der Bahnstrecke Wenden–Barten, die von den Rastenburger Kleinbahnen befahren, nach 1945 aber nicht reaktiviert wurde.